# جیرل میلز کلارک
جیرل میلز کلارک (انگلیسی: Jearl Miles Clark؛ زادهٔ ۴ سپتامبر ۱۹۶۶) دونده اهل ایالات متحده آمریکا بود.
وی در مسابقات کشوری و بین‌المللی در مجموع برندهٔ ۶ مدال طلا، ۴ مدال نقره، ۲ مدال برنز شده‌است.